# 월라이타인

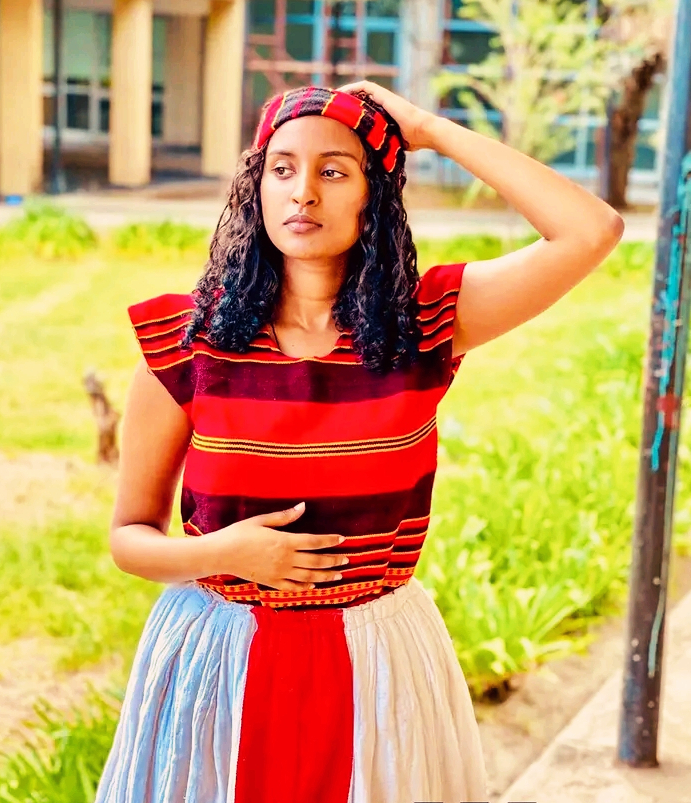
월라이타족 여성

월라이타인(ወላይታ Wolayta, Welayta 등)은 에티오피아 남서부에 분포하는 민족이다. 2017년 추산으로 약 5백만 명 이상의 인구가 에티오피아 남부 월라이타현을 중심으로 거주하고 있다. 아프로아시아어족 오모어파에 속하는 월라이타어를 모어로 사용한다. 비교적 적은 인구에도 불구하고 에티오피아의 음악, 무용, 음식 등 문화에 큰 영향을 끼쳤다.

## 같이 보기
- 월라이타 왕국